# کنتارو وتانی
کنتارو وتانی (به ژاپنی: Kentarō Ōtani) (زادهٔ ۱۹۶۵ (۵۹–۶۰ سال)) کارگردان اهل ژاپن است. 